# Francisco Macías Nguema

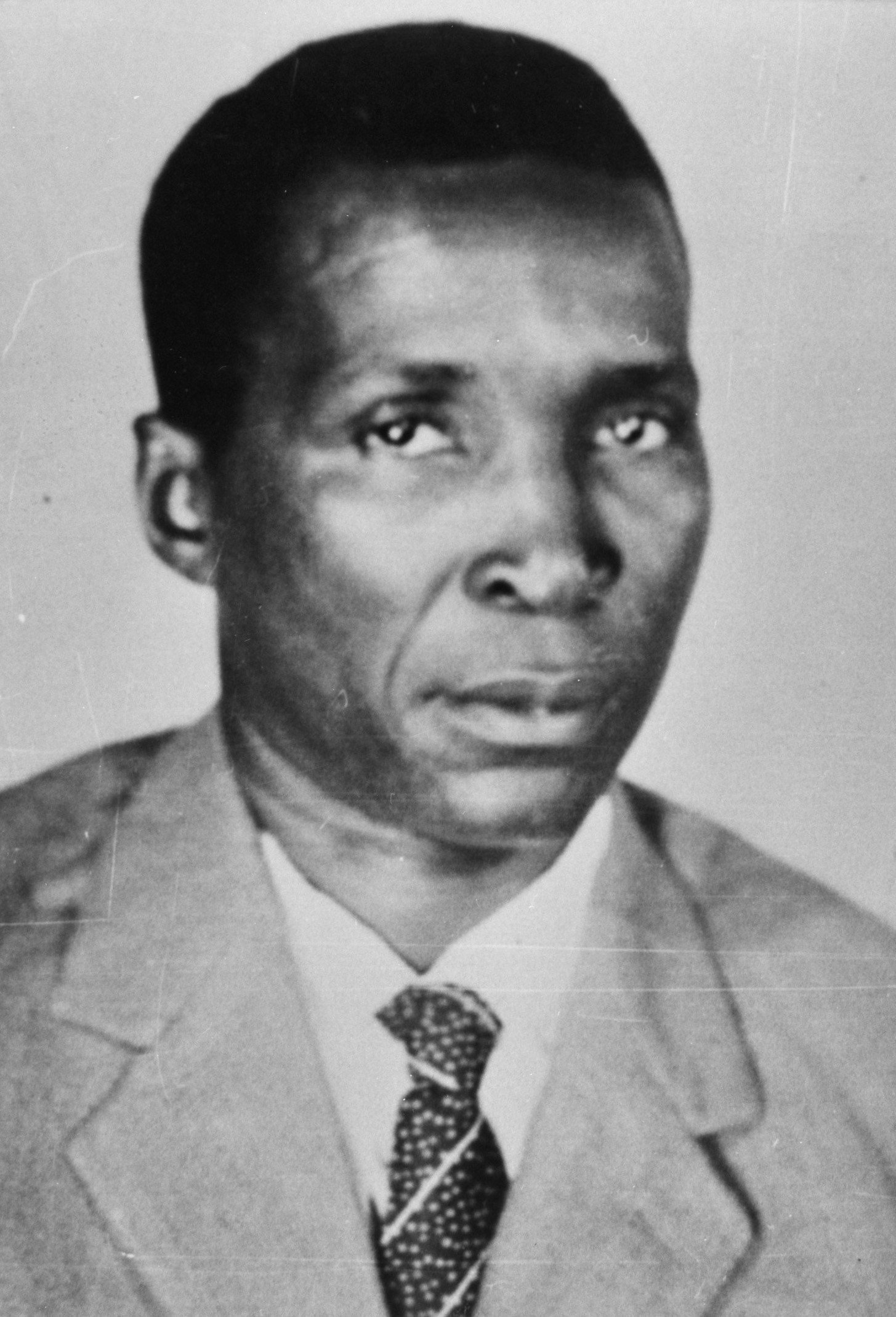
Francisco Macías Nguema (1968)

Francisco Macías Nguema (* 1. Januar 1924 in Ndegayong; † 29. September 1979 in Malabo) war von 1968 bis 1979 der erste Präsident von Äquatorialguinea.

## Frühe Jahre
Macías stammte aus der Region Oyem in Río Muni, dem Festlandterritorium der damaligen spanischen Kolonie Spanisch-Guinea, und gehörte zu den Fang, die die Mehrheit der Bevölkerung stellen. Seine Eltern stammten aus dem benachbarten Gabun, das sie wegen der dortigen Kopfsteuer verlassen hatten. Nach dem Schulbesuch arbeitete Macías seit 1943 oder 1944 für die spanische Verwaltung. Er war Inhaber einer kleinen Kaffeeplantage bei Mongomo und wurde dort Bürgermeister sowie Übersetzer am Distriktsgericht für Einheimische.
Als das Land 1964 als Äquatorialguinea die Autonomie erhielt, wurde er Abgeordneter des Provinzparlamentes von Río Muni und stellvertretender Regierungschef mit der Zuständigkeit für öffentliche Arbeiten.

## Präsidentschaft
Nach Annahme der Verfassung für den neuen Staat wurde Macías im September 1968 im zweiten Wahlgang zum Präsidenten von Äquatorialguinea gewählt. Seinen Rückhalt hatte er dabei bei der Bevölkerung des Festlandes, während sein Konkurrent, der bisherige Regierungschef Bonifacio Ondó Edu auf den Inseln die meisten Stimmen bekam. Er erhielt 68.130 Stimmen und Ondó Edu 41.252. Bei den Parlamentswahlen, die ebenfalls im September stattfanden, erhielt seine Partei IPGE 8 der 35 Sitze.
Am 12. Oktober 1968 nahm er in Madrid an der Zeremonie zur Entlassung von Äquatorialguinea in die Unabhängigkeit teil. Die Beziehungen zur bisherigen Kolonialmacht Spanien kühlten rasch ab, als er viele Spanier ausweisen ließ und zumindest rhetorisch einen marxistischen Kurs einschlug. 1970 wurden alle bestehenden Parteien zwangsweise zur Einheitspartei Partido Único Nacional de los Trabajadores verschmolzen und Macías Nguema erklärte sich am 14. Juli 1972 zum „Präsidenten auf Lebenszeit“. Das Land wurde 1973 mit Verkündung einer neuen Verfassung zur Volksrepublik erklärt. In einem Referendum am 29. Juli 1973 war die Verfassung mit 99 % der Stimmen gebilligt worden. Obwohl er seit dem Vorjahr bereits „Präsident auf Lebenszeit“ war, ließ er sich im Oktober 1973 mit nahezu 100 % der Stimmen als Präsident bestätigen.
Er besetzte alle Schlüsselpositionen in Militär und Wirtschaft mit Angehörigen seines Familienclans und plünderte so das ohnehin bettelarme Land aus. Das Verteidigungsministerium übernahm er zunächst selbst. Als Äquatorialguinea weitgehend bankrott war, verpflichtete er die gesamte Bevölkerung des Landes per Gesetz zu Zwangsarbeit, auch um die 60.000 vertriebenen Plantagenarbeiter aus Nigeria zu ersetzen.
Außenpolitisch orientierte er sich an der Sowjetunion und konnte als strategischer Verbündeter auf deren Unterstützung bauen, Mitte der 1970er Jahre waren zudem rund 500 kubanische Militärberater im Land.
Während seiner Herrschaft verwandelte er Äquatorialguinea in einen Polizeistaat, in dem jegliche Menschenrechte missachtet wurden. Mehr als ein Drittel der damaligen Bevölkerung floh in die Nachbarländer (rund 100.000 Flüchtlinge), darunter auch Macías Nguemas Ehefrau. Eine unbekannte Zahl von Menschen wurde in Lager gesperrt, die Zahl der Todesopfer soll zwischen 10.000 und 50.000 betragen haben. Eine besonders plakative Gräueltat während seiner Regentschaft war die Exekution von 150 angeblichen Verschwörern am Weihnachtsabend 1975 im Fußballstadion von Malabo (damals Santa Isabel), bei deren Ausführung eine Blaskapelle das Stück Those Were the Days von Mary Hopkin spielte. In der Endphase seiner Herrschaft wurden alle Kirchen geschlossen und das Land zum atheistischen Staat erklärt. Daneben wurde ein extremer Personenkult betrieben. Trotz seines Ehrentitels el Gran Maestro de Educación Popular, Ciencia y Cultura Tradicional (spanisch, sinngemäß: Großmeister der Volksbildung, Wissenschaft und traditionellen Kultur) wurden während seiner Regierungszeit sämtliche Schulen geschlossen. Nguema nannte die Insel Bioko, die bis zum Ende der Kolonialzeit noch Fernando Póo geheißen hatte, in Masie-Ngueme-Biyogo-Insel (nach sich selbst) um. Nach seiner Entmachtung erhielt die Insel ihren heutigen Namen. Außerdem nannte er die Hauptstadt Santa Isabel in Malabo um.
Er soll zwei Drittel des ehemaligen Parlaments und zehn ehemalige Minister umgebracht haben.
Das Volk der Bubi soll besonders unter seiner Terrorherrschaft gelitten haben. Er galt neben Jean-Bédel Bokassa und Idi Amin als einer der grausamsten Diktatoren der neueren afrikanischen Geschichte. Wegen seines Kampfes gegen Intellektuelle wurde er auch mit Pol Pot verglichen.

## Sturz
Am 3. August 1979 wurde er schließlich von seinem Neffen, dem General und Befehlshaber der Armee Teodoro Obiang Nguema Mbasogo, gestürzt. Nachdem er zunächst fliehen konnte, wurde er in einem kurzen Prozess wegen Völkermord, Menschenrechtsverletzungen, Diebstahl öffentlichen Eigentums und Verrat schuldig gesprochen und 101-mal zum Tode verurteilt. Eine Berufungsinstanz gab es nicht, und so wurde er mit einigen seiner Gefolgsleute am 29. September im Playa-Negra-Gefängnis hingerichtet. Die Hinrichtung wurde von Soldaten aus Marokko vollzogen, weil die Einheimischen angeblich Angst vor „magischen Kräften“ Macías Nguemas hatten.
Vor seinem Tod brachte er seine Frau und seine Kinder dazu, nach Nordkorea zu fliehen, wo sie die folgenden anderthalb Jahrzehnte verbrachten.
Sein Neffe und Nachfolger versprach zunächst grundlegende Reformen, kehrte aber bald zu manchen Rezepten seines hingerichteten Onkels zurück, auch wenn seine Herrschaft im Vergleich als milder beurteilt wird.

## Mögliche Krankheit
Viele Autoren sehen bei Macías Anzeichen für eine schwere Geisteskrankheit. Der Botschafter Frankreichs in Äquatorialguinea äußerte öffentlich Zweifel an Macías geistiger Gesundheit, der britische Journalist Paul Kenyon beschrieb ihn als „gefährlich geisteskrank“ („dangerously mentally ill“). Macías konsumierte über Jahrzehnte die in der Region verbreiteten Betäubungsmittel Bhang und Iboga, die seine Grunderkrankung möglicherweise verstärkten.